# Liebe ist ... (3)
Liebe ist ... (3) – dwudziesty dziewiąty album niemieckiej grupy muzycznej Die Flippers, wydany w roku 1996
Lista utworów
1. Der Löwe schläft heut Nacht – 2:49
2. Capri-Fischer – 3:36
3. Mexican Lady – 2:55
4. Santa Lucia – 3:10
5. Du bist mein erster Gedanke   – 3:33
6. So wie Du – 2:33
7. Diana – 2:44
8. Oh Sole Mio – 3:24
9. Ein ganzes Leben lang – 3:53
10. Tschau, Tschau, Bambina – 2:45
11. Arrivederci Roma – 2:33
12. Ti Amo, so schön kann Liebe sein – 2:33
13. Sei mein Baby – 3:07
14. Goodbye My Love, Goodbye– 3:29